# Sobremunt
Sobremunt  es un municipio de Cataluña, España. Pertenece a la provincia de Barcelona, en la comarca del Llusanés, limitando con Osona y separado de la Plana de Vich por la sierra de Sobremunt. 

## Demografía
Sobremunt cuenta con una población de 101 habitantes (INE 2024).
| Gráfica de evolución demográfica de Sobremunt entre 1842 y 2021                                                       |
| |
| Población de derecho según los censos de población del INE. Población de hecho según los censos de población del INE. |

| 1900 | 1930 | 1950 | 1970 | 1981 | 1986 | 2006 |
| ---- | ---- | ---- | ---- | ---- | ---- | ---- |
| 170  | 245  | 227  | 124  | 62   | 77   | 102  |

## Comunicaciones
La carretera local BV4607 lo enlaza con la BV-4608 de San Baudilio de Llusanés a San Hipólito de Voltregá.

## Economía
Agricultura de secano y ganadería.

## Historia
La iglesia de San Martín está documentada desde el año 1094 y la capilla de Santa Lucía y Santa Quiteria desde finales del siglo XIV.

## Lugares de interés
- Iglesia de San Martín de Sobremunt, de origen románico, muy modificada.
- Ermita de Santa Lucía y Santa Quiteria, de origen medieval, muy modificada.